# Tunnel van Hoei
De tunnel van Hoei (ook wel tunnel van Statte genoemd) is een spoortunnel in Hoei. De dubbelsporige spoorlijn 125 gaat door deze tunnel.
De oorspronkelijke tunnel was 230 meter lang. Vanaf 1904 werd het treinverkeer in die tunnel op enkelspoor uitgevoerd ten gevolgde van verstevigingswerken. In 1967-1970 werd een nieuwe tunnel aangelegd, voor treinverkeer op dubbelspoor. Deze tunnel heeft een lengte van 253 meter.
In Hoei ligt nog een tweede spoortunnel, op spoorlijn 126 op de rechteroever van de Maas.